# Акула рашпілезуба
Акула рашпілезуба (Miroscyllium sheikoi) — єдиний вид роду Miroscyllium родини ліхтарні акули. Вперше описана у 1986 році радянським зоологом В. Долгановим під назвою Centroscyllium sheikoi. У 1990 році японські вчені Ш. Ширай та К. Накая визначили її як монотипичний вид самостійного роду.

## Опис
Загальна довжина досягає 43 см. Голова коротка, трохи стиснута зверху. Морда коротка. Очі великі, мигдалеподібні. За ними присутні невеликі бризкальця. Рот слабковигнутий, губи тонкі. Зуби верхньої щелепи менше за зуби нижньої. Тулуб циліндричний. Має 2 спинних плавця з невеликими шипами. Задній плавець дещо більше за передній. Анальний плавець відсутній.
Забарвлення темно-коричневе, майже чорне. На тулубі присутні фотофтори, що світяться у темряві.

## Спосіб життя
Тримається на глибині до 360 м. Про біологію цього виду відомо замало. Живиться костистими рибами, м'якотілими молюсками, личинками донних тварин.
Статева зрілість настає при розмірах 38-42 см. Це яйцеживородна акула.

## Розповсюдження
Мешкає біля підводного хребта Кюсю-Палау. Чисельність складає до 300 особин.